# Ишак, Марсель
Марсель Ишак (фр. Marcel Ichac; 22 октября 1906, Рюэй-Мальмезон, Франция — 9 апреля 1994, Эзанвиль, Франция) — известный французский режиссёр, продюсер, альпинист, гималаист.
Был в составе французской экспедиции в 1950 году, которая впервые покорила восьмитысячник — Аннапурна (8091 м). Тогда на вершину поднялись Морис Эрцог и Луи Лашеналь.

## Биография
Марсель Ишак родился 22 октября 1906 года в Рюэй-Мальмезон. Его отец — финансовый журналист Эжен Ишак. Марсель Ишак учился в стиле арт-деко, и начал свою карьеру в качестве иллюстратора реклам и журналиста. После того, как в 1933 году выпустил фильме о горе, он решил сменить карьеру на кинематограф. Начиная с 1934 года он посвятил себя кино и фотографии.

## Публикации
- À l'assaut des Aiguilles du Diable, 1945, изд. Jean Susse.
- Regards vers l'Annapurna, 1951, изд. Arthaud. Фото: Марсель Ишак, Морис Эрцог, Гастон Ребюффа.
- Quand brillent les Etoiles de Midi, 1960, изд. Arthaud.